# The Shoop Shoop Song (It's in His Kiss)
«The Shoop Shoop Song (It's In His Kiss)» —En español: «La canción Shoop Shoop («Está en su beso» o «Es por su beso») es una canción escrita por Rudy Clark y cantada por Betty Everett, en 1964. La cantante Cher hizo una versión lanzándolo como el primer sencillo del álbum Love Hurts en 1990.

## Historia
Tras la participación de Cher en la película Mermaids, es invitada a participar en la banda sonora grabando dos canciones, la primera titulada Baby I'm Yours no tendría reconocimiento mundial aunque entró en las listas europeas, y la segunda canción titulada "The Shoop Shoop Song (It's In His Kiss)", que era una reversión del éxito de Betty Everett, puso a Cher en la cima nuevamente, esta canción llegó a los primeros lugares de Europa principalmente en Reino Unido, y como regularmente sucedía, no alcanzó los primeros lugares en Norteamérica donde ocupó el puesto #33.

## Vídeo musical
El vídeo de "The Shoop Shoop Song" fue estrenado principalmente para promocionar la película Mermaids, que fue un éxito de taquilla. En el vídeo se las ve a Cher, Winona Ryder y Christina Ricci (que entonces contaba con diez años) en una sala de música, y al fondo de esta se observan escenas de la película. Cher y las dos chicas están vestidas al estilo de los 60's, y usan pelucas que elogiaban a Betty Everett (la cantante original de la canción). Al final, las tres chicas se encuentran en una calle pintando un muro con spray.
Otro vídeo muy similar fue lanzado el mismo año, solo que no mostraba escenas de la película.

## Formatos y pistas del sencillo
The Shoop Shoop Song (It's in His Kiss) CD Oficial
1. The Shoop Shoop Song (It's in His Kiss)
2. Baby I'm Yours
3. We All Sleep Alone

The Shoop Shoop Song (It's in His Kiss) EU Promo CD
1. The Shoop Shoop Song (It's in His Kiss)

## Posición en las listas
| Lista (1990/1991)                 | Posición más alta |
| --------------------------------- | ----------------- |
| Australian ARIA Singles Chart     | 4                 |
| Austrian Singles Chart            | 1                 |
| Belgian Singles Chart             | 2                 |
| Canadian Singles Chart            | 21                |
| Canadian Adult Contemporary Chart | 4                 |
| Dutch Top 40                      | 5                 |
| European Singles Chart            | 1                 |
| French Singles Chart              | 3                 |
| German Singles Chart              | 3                 |
| Irish Singles Chart               | 1                 |
| New Zealand Singles Chart         | 3                 |
| Norwegian Singles Chart           | 1                 |
| Spanish Singles Chart             | 1                 |
| Swedish Singles Chart             | 10                |
| Swiss Singles Chart               | 4                 |
| UK Singles Chart                  | 1                 |